# Horst Borcherding
Horst Borcherding (* 8. Oktober 1930 in Osnabrück; † 9. Februar 2015 ebenda) war ein deutscher Fußballspieler. Insgesamt absolvierte der Torhüter in den damals erstklassigen Fußball-Oberligen Nord beziehungsweise Südwest von 1950 bis 1962 für die Vereine Eintracht Osnabrück, Saar 05 Saarbrücken und VfL Osnabrück 291 Ligaspiele. Daneben wird er als dreimaliger Nationalspieler des Saarlandes geführt.

## Werdegang
Borcherding begann seine Karriere als Handballtorwart bei Eintracht Osnabrück und wechselte 1948 in die Fußballmannschaft. Zwei Jahre später stieg er mit den Osnabrückern in die seinerzeit erstklassige Oberliga Nord auf. Zwei Jahre lang hütete Borcherding das Eintracht-Tor für die Mannschaft aus dem Stadtteil Neustadt in der Oberliga und kam dabei auf 37 Einsätze für die „Gelben“ vom Stadion an der Brinkstraße. In der zweiten Oberligarunde, 1951/52, hütete er auch beim 2:2-Heimremis gegen den Nordserienmeister Hamburger SV am 2. Oktober 1951 das Eintracht-Tor. Im Jahre 1952 wechselte er ins Saarland zu Saar 05 Saarbrücken, das gerade in die Oberliga Südwest aufgestiegen war. Sportlicher Höhepunkt war der vierte Platz in der Saison 1953/54, als er an der Seite von Mitspielern wie Fritz Altmeyer (19 Tore), Horst Lebefromm (19 Tore) und Helmut Fottner (7 Tore) alle 30 Ligaspiele bestritten hatte. Bis 1956 spielte Borcherding 114 Mal für die Saarbrücker, ehe er in seine Heimatstadt zurückkehrte. Dieses Mal schloss er sich jedoch Eintrachts Lokalrivalen VfL Osnabrück an. Mit der Elf von der Bremer Brücke belegte der Torhüter in den Runden 1959/60 und 1960/61 jeweils hinter Meister Hamburger SV und Vize Werder Bremen den dritten Rang. In der Runde 1959/60 erhielt der VfL mit Torhüter Borcherding die wenigsten Gegentore in der Nordliga. Zu den Leistungsträgern im Feld gehörten Spieler wie Walter Bensmann, Manfred Paschke, Theo Schönhöft und Erwin Türk.  Am 21. Juni 1958 gewann er mit dem VfL mit einem 3:2-Erfolg gegen den Hamburger SV den NFV-Pokal; Paschke zeichnete sich dabei als zweifacher Torschütze aus. Im Sommer 1963 musste Borcherding seine Karriere verletzungsbedingt beenden. Für den VfL absolvierte er 140 Oberligaspiele.
Am 26. September 1954 debütierte Borcherding in der saarländischen Nationalmannschaft im Spiel gegen Jugoslawien, das mit 1:5 verloren wurde. Es folgten weitere Einsätze am 1. Mai 1956 gegen die Schweiz (1:1) und beim letzten Länderspiel der Saarauswahl am 6. Juni 1956 in den Niederlanden (2:3). Stammtorhüter der Saarauswahl war Erwin Strempel.